# راي وايت (لاعب كريكت)
راي وايت (بالإنجليزية: Ray White)‏ (29 يناير 1941 في جنوب أفريقيا - ) هو لاعب كريكت جنوب أفريقي. لعب مع نادي مقاطعة غلوستر للكريكت ‏.

## وصلات خارجية
- راي وايت على موقع إي آس بي آن كريك إنفو (الإنجليزية)